# 梅林村
梅林村（ばいりんむら）は、熊本県の北部、玉名郡にかつてあった村。

## 歴史
- 1889年4月1日 - 玉名郡下村、津留村、安楽寺村が合併し、梅林村が成立。
- 1954年4月1日 - 玉名町、玉名村、築山村、大浜町、滑石村、八嘉村、豊水村、小田村、石貫村、月瀬村、伊倉町と合併して玉名市となる。

## 学校
- 梅林村立梅林小学校